# Ophiacantha aristata
Ophiacantha aristata is een slangster uit de familie Ophiacanthidae.
De wetenschappelijke naam van de soort werd in 1895 gepubliceerd door René Koehler.